# رود اپل (ویسکانسین)
رود اپل(به انگلیسی: Apple River) رودی است که از ویسکانسین سرچشمه می‌گیرد. این رود از کشور ایالات متحده آمریکا می‌گذرد. طول آن ۷۷٫۵ مایل (۱۲۴٫۷ کیلومتر) است.